# Lindores
Lindores è un piccolo villaggio del Fife, Scozia, situato a circa 3,2 km a sud-ovest di Newburgh, sulla sponda nord-est di Lindores Loch, un lago di 44 ettari. Una possibile derivazione del nome Lindores è "chiesa dell'acqua". Infatti nei pressi dell'insediamento ci sono resti di un'antica chiesa. Le rovine della chiesa Abdie, circa a 0,5 miglia a sud-ovest del villaggio, sono forse di un antico santuario che si può ricollegare alla fondazione celtica di Abernethy. Dopo la costruzione dell'Abbazia di Lindores nel 1191 la chiesa è stata unita a questo edificio. Una pietra dei Pitti risalente al III secolo sorgeva su un crinale nelle vicinanze fino al 1850, ma ora è nel cortile della chiesa. Tracce di un antico castello, che si pensa potesse appartenere a Macduff, Thane di Fife, sono stati trovati nella parte orientale del paese. La battaglia di Black Irnsyde in cui William Wallace sconfisse Aymer de Valence, il II conte di Pembroke, fu combattuta nei pressi del villaggio.